# Tilman Pünder
Tilman Pünder (* 27. Dezember 1932 in Münster, Westfalen; † 18. Dezember 2021) war ein deutscher Politiker (CDU). Zuletzt war er Oberstadtdirektor von Münster.

## Familie
Tilman Pünder war der jüngste Sohn aus der Ehe des Zentrums- und CDU-Politikers Hermann Pünder (1888–1976) mit Magda, geb. Statz; seine Mutter war die Schwester von Leo Statz (1898–1943) und Cousine von Erich Klausener. Tilman Pünder hatte drei Geschwister: Hermann, Adelheid und Winfried.
Sein Onkel war der Jurist Werner Pünder, dessen Sohn Reinhard Pünder war Bischof des brasilianischen Bistums Coroatá. Seine Tante war die promovierte Nationalökonomin und Dozentin Marianne Pünder, die im Widerstand gegen das Nazi-Regime tätig war.
Der Jurist Hermann Pünder ist sein Sohn.

## Leben
Nach dem Abitur in Köln im Jahr 1953 studierte Pünder an den Universitäten Köln und Lausanne Rechtswissenschaften. Nach den beiden Staatsprüfungen 1957 und 1961 sowie der Promotion 1960 mit der Dissertationsschrift Der Verwaltungszwang zur Durchsetzung von gemeindlichen Verwaltungsakten nach dem Verwaltungs-Vollstreckungsgesetz für das Land Nordrhein-Westfalen trat er als Referent in die Hauptgeschäftsstelle des Deutschen Städtetages in Köln ein. Dort war er zuständig für Schule, Kultur und den Aufbau einer kommunalen Vertretung bei den europäischen Behörden in Brüssel.
Im Jahr 1971 wählte die Stadtverordnetenversammlung der Stadt Fulda Pünder zum Bürgermeister. Während seiner Amtszeit war er unter anderem mit dem Neubau und der Inbetriebnahme des städtischen Krankenhauses (750 Betten) befasst.
1980 wurde Tilman Pünder zum Landesdirektor des Landeswohlfahrtsverbandes Hessen (LWV) gewählt. In der Folge wirkte er maßgeblich mit an der Verwirklichung der Psychiatriereform durch Verkleinerung der Großkrankenhäuser und den Aufbau einer wohnortnahen Versorgung mit ambulanten und teilstationären Diensten und Einrichtungen. Außerdem setzte er sich für die Aufbereitung der Psychiatrie-Geschichte Hessens ein und gab gemeinsam mit Walter Heinemeyer den Band 450 Jahre Psychiatrie in Hessen (1983) heraus. Nachdem die CDU 1986 aufgrund der Kommunalwahlergebnisse im LWV die absolute Mehrheit verloren hatte, schied er aus dem Amt.
1987 wurde Tilman Pünder von der Hessischen Landesregierung unter Ministerpräsident Walter Wallmann (CDU) zum Regierungspräsidenten in dem noch jungen Regierungsbezirk Gießen berufen. In dieser Funktion setzte er sich durch Entwicklung regionaler Strukturen („Mittelhessenrunde“) für das Zusammenwachsen der sehr unterschiedlichen Teile Mittelhessens ein. „Auf regionale Eigenkräfte besinnen und diese stärken“, lautete sein Motto.
1989 verließ Pünder das Gießener Amt, um in seiner Heimatstadt Münster als Nachfolger von Hermann Fechtrup Oberstadtdirektor zu werden. In seiner Amtszeit beging Münster 1993 das 1200-jährige Stadtjubiläum und veranstaltete 1997 zum dritten Mal die Internationale Skulpturenausstellung Skulptur.Projekte. Das Ende des Kalten Krieges nutzte die Stadt durch Konversion bisher militärisch genutzter Liegenschaften für strategische Ziele der Stadtentwicklung, insbesondere für die Förderung von Industrie und Gewerbe sowie die Schaffung von Wohnraum („Handlungsprogramm Wohnen“). Pünder suchte die regionalen Funktionen der ehemaligen „Provinzialhauptstadt“ zu stärken, vor allem im Rahmen des Landschaftsverbandes Westfalen-Lippe (LWL), mit den Kommunen des Münsterlandes und im Netzwerk des Städtedreiecks Münster, Osnabrück und Enschede/Hengelo.
Mit Pünders Pensionierung nach Ablauf der achtjährigen Wahlzeit im August 1997 endete in Münster das von der britischen Besatzungsmacht 1946 eingeführte System der kommunalen „politischen Doppelspitze“ aus Oberbürgermeister und Oberstadtdirektor, die Position des Oberstadtdirektors wurde nicht mehr besetzt.
Während seiner kommunalen Tätigkeiten gehörte Pünder diversen Gremien der Kommunalen Spitzenverbände an, unter anderem als Vorsitzender des Sozialausschusses des Hessischen Städtetages (1971–1980) und Mitglied des Präsidiums des Deutschen Städtetages (1990–1997).
Er verstarb am 18. Dezember 2021.

## Wirken
Ehrenamtlich widmete sich Pünder viele Jahre der sozialen Arbeit: Von 1972 bis 1990 leitete er den Malteser Hilfsdienst (MHD) in der Diözese Fulda, von 1998 bis 2011 eine Einrichtung für schwerst körperlich und mehrfach behinderte Kinder („Heinrich-Piepmeyer-Haus“) in Münster.
Pünder trat auch als Autor vor allem zu historischen Themen hervor. 1966 veröffentlichte er unter dem Titel Das bizonale Interregnum eine Geschichte des Vereinigten Wirtschaftsgebiets 1946–1949, dem sein Vater Hermann Pünder als „Oberdirektor“ vorgestanden hatte. Nach seiner Pensionierung verfasste er 2006 eine politische Biographie über Georg Sperlich, einen seiner Amtsvorgänger als Verwaltungschef Münsters. Außerdem veröffentlichte er wissenschaftliche Aufsätze, darunter über seinen Vater Hermann Pünder und seinen Onkel Erich Klausener. Eine 2013 veröffentlichte Dokumentation Von rheinischen Bürgern beschreibt in Lebensbildern und eingebettet in den jeweiligen zeitgeschichtlichen Kontext die Geschichte seiner Familie mit ihren Zweigen (väterlicherseits) Pünder/Schoemann und (mütterlicherseits) Statz/Biesenbach.
Seit 1953 gehörte Tilman Pünder der Kölner katholischen Studentenverbindung A. V. Rheinstein Köln im CV an. Von 1969 bis 1971 war er deren Altherrensenior. Seit 1987 war er Mitglied der Historischen Kommission für Hessen.

## Schriften
- Der Verwaltungszwang zur Durchsetzung von gemeindlichen Verwaltungsakten nach dem Verwaltungsvollstreckungsgesetz für das Land Nordrhein-Westfalen. Dissertation. Universität zu Köln, Köln 1961.
- Das bizonale Interregnum. Die Geschichte des vereinigten Wirtschaftsgebiets 1946–1949. Mit einem Vorwort von Ludwig Erhard und einer Einführung von Hermann Pünder. Grote, Spich bei Köln 1966.
- als Mitverfasser: Schulleitung und Schulträger (= Schulleiter-Handbuch, Bd. 19). Westermann, Braunschweig 1981.
- als Hrsg. mit Walter Heinemeyer: 450 Jahre Psychiatrie in Hessen. Marburg an der Lahn 1983 (= Veröffentlichungen der Historischen Kommission für Hessen. Band 47).
- Münster und Westfalen. Referat zum Friedensmahl 17. Oktober 1991 (= Focus, Bd. 11). Oberstadtdirektor der Stadt Münster, Presse- und Informationsamt, Münster 1992.[18]
- Georg Sperlich. Oberbürgermeister von Münster in der Weimarer Republik (= Quellen und Forschungen zur Geschichte der Stadt Münster, Serie B: Monographien, Nr. 9). Aschendorff, Münster 2006, ISBN 3-402-06647-5.
- Von rheinischen Bürgern. Lebensbilder, Werte, Zeitgeschehen. Die Familien Pünder/Schoemann und Statz/Biesenbach von ihren Wurzeln bis in die Gegenwart. Edition Octopus im Verlagshaus Monsenstein und Vannerdat, Münster 2013, ISBN 978-3-86991-909-6.
- In den Fängen des NS-Staates. Staatssekretär Dr. Hermann Pünder 1944/45. Aschendorff, Münster 2018, ISBN 978-3-402-13310-1.
- In jenen Jahren. Kindheit in Münster während der Endphase des "Dritten Reichs". Ein Tagebuch. Postum herausgegeben von Hermann Pünder und Bernd Haunfelder. Aschendorff, Münster 2023, ISBN 978-3-402-24976-5.